# Tom Henderson
Thomas Edward "Tom" Henderson (nacido el 26 de enero de 1952 en Newberry, Carolina del Sur)  es un exjugador de baloncesto estadounidense que jugó 9 temporadas en la NBA. Con 1,91 metros de altura, lo hacía en la posición de escolta.

## Trayectoria deportiva

### Universidad
Tras dos temporadas en el Community College de San Jacinto, jugó otras dos con los Rainbow Warriors de la Universidad de Hawái, en las que promedió 20,0 puntos y 3,6 rebotes por partido. Es el décimo anotador histórico de su universidad, a pesar de jugar únicamente dos años, con 1.082 puntos, y el que más balones ha robado en la historia de los Warriors, con 160. En 1974 fue incluido en el tercer equipo All-American.

### Selección nacional
Fue convocado con la selección de baloncesto de Estados Unidos para disputar los Juegos Olímpicos de Múnich 1972, participando por tanto en aquella polémica final que acabó con el triunfo de la Unión Soviética en el último segundo. Allí jugó en nueve partidos, en los que promedió 9,2 puntos por partido.

### Profesional
Fue elegido en la séptima posición del Draft de la NBA de 1974 por Atlanta Hawks, donde rápidamente se hizo con un puesto de titular. Su mejor campaña fue la segunda, la temporada 1975-76, cuando promedió 14,2 puntos y 4,6 asistencias por partido.
Mediada la temporada 1976-77 fue traspasado a Washington Bullets a cambio de Truck Robinson y una futura primera rpnda del draft. Allí vuelve a asumir el papel de titular, ayudando al equipo a lograr el que de momento es su único título de campeón de la NBA, tras derrotar en las finales a Seattle Supersonics en el séptimo partido. Henderson promedió esa temporada 11,4 puntos y 5,4 asistencias por encuentro.
En 1979 se convierte en agente libre, fichando por Houston Rockets. Allí asumiría el papel de suplente de Mike Dunleavy, jugando sus últimas cuatro temporadas como profesional, retirándose al término de la temporada 1982-83.

## Estadísticas de su carrera en la NBA

### Temporada regular
| Temp.   | Edad | Equipo     | Liga | P   | TIT | MIN  | TC  | TCA  | %TC  | 3P  | 3PA | %3P  | TL  | TLA | %TL  | R.OF. | R.DEF. | REB | ASIS | ROB | TAP | PER | FP  | PTS  |
| 1974-75 | 23   | Atlanta    | NBA  | 79  |     | 27.0 | 4.6 | 11.3 | .411 |     |     |      | 2.1 | 3.1 | .697 | 0.6   | 2.0    | 2.7 | 4.0  | 1.3 | 0.1 |     | 1.9 | 11.4 |
| 1975-76 | 24   | Atlanta    | NBA  | 81  |     | 35.8 | 5.8 | 14.0 | .413 |     |     |      | 2.7 | 3.8 | .708 | 0.7   | 2.6    | 3.3 | 4.6  | 1.7 | 0.1 |     | 2.4 | 14.2 |
| 1976-77 | 25   | TOTAL      | NBA  | 87  |     | 32.1 | 4.3 | 9.5  | .449 |     |     |      | 2.7 | 3.6 | .744 | 0.5   | 2.3    | 2.7 | 6.9  | 1.6 | 0.2 |     | 1.7 | 11.2 |
| 1976-77 | 25   | Atlanta    | NBA  | 46  |     | 34.1 | 4.3 | 9.8  | .433 |     |     |      | 2.7 | 3.7 | .750 | 0.4   | 2.3    | 2.7 | 8.4  | 1.7 | 0.2 |     | 1.6 | 11.3 |
| 1976-77 | 25   | Washington | NBA  | 41  |     | 29.8 | 4.3 | 9.1  | .469 |     |     |      | 2.6 | 3.5 | .738 | 0.6   | 2.2    | 2.8 | 5.2  | 1.4 | 0.2 |     | 1.8 | 11.1 |
| 1977-78 | 26   | Washington | NBA  | 75  |     | 30.9 | 4.5 | 10.5 | .432 |     |     |      | 2.4 | 3.2 | .746 | 0.9   | 1.7    | 2.6 | 5.4  | 1.2 | 0.2 | 2.6 | 1.7 | 11.4 |
| 1978-79 | 27   | Washington | NBA  | 70  |     | 29.7 | 4.3 | 9.2  | .466 |     |     |      | 2.2 | 2.8 | .800 | 0.7   | 1.6    | 2.3 | 6.0  | 1.2 | 0.1 | 2.1 | 1.8 | 10.8 |
| 1979-80 | 28   | Houston    | NBA  | 66  |     | 23.5 | 2.3 | 4.9  | .477 | 0.0 | 0.0 | .000 | 0.8 | 1.2 | .727 | 0.5   | 1.2    | 1.7 | 4.2  | 0.8 | 0.1 | 1.5 | 1.6 | 5.5  |
| 1980-81 | 29   | Houston    | NBA  | 66  |     | 21.4 | 2.1 | 5.0  | .413 | 0.0 | 0.0 | .000 | 1.2 | 1.4 | .821 | 0.5   | 1.1    | 1.6 | 4.7  | 0.8 | 0.1 | 1.4 | 1.7 | 5.3  |
| 1981-82 | 30   | Houston    | NBA  | 75  | 23  | 22.9 | 2.4 | 5.4  | .454 | 0.0 | 0.0 | .000 | 1.4 | 2.0 | .700 | 0.4   | 1.4    | 1.8 | 4.1  | 0.7 | 0.1 | 1.4 | 1.6 | 6.3  |
| 1982-83 | 31   | Houston    | NBA  | 51  | 2   | 15.5 | 2.1 | 5.2  | .407 | 0.0 | 0.0 | .000 | 0.9 | 1.1 | .789 | 0.4   | 1.0    | 1.4 | 2.7  | 0.7 | 0.0 | 1.0 | 1.1 | 5.1  |
| Total   |      |            | NBA  | 650 | 25  | 27.2 | 3.7 | 8.6  | .433 | 0.0 | 0.0 | .000 | 1.9 | 2.6 | .739 | 0.6   | 1.7    | 2.3 | 4.8  | 1.2 | 0.1 | 1.7 | 1.8 | 9.4  |

### Playoffs
| Temp.   | Edad | Equipo     | Liga | P  | MIN  | TCA | TC  | 3PA | 3P | TLA | TL  | R.OF. | REB | ASIS | ROB | TAP | PER | FP  | PTS | %TC  | %3P  | %FT   | MIN  | PTS  | REB | AST |
| 1976-77 | 25   | Washington | NBA  | 9  | 322  | 48  | 108 |     |    | 26  | 36  | 8     | 20  | 63   | 11  | 2   |     | 24  | 122 | .444 |      | .722  | 35.8 | 13.6 | 2.2 | 7.0 |
| 1977-78 | 26   | Washington | NBA  | 21 | 597  | 72  | 173 |     |    | 58  | 79  | 17    | 47  | 106  | 27  | 5   | 31  | 36  | 202 | .416 |      | .734  | 28.4 | 9.6  | 2.2 | 5.0 |
| 1978-79 | 27   | Washington | NBA  | 19 | 559  | 64  | 175 |     |    | 38  | 52  | 15    | 35  | 107  | 17  | 6   | 40  | 45  | 166 | .366 |      | .731  | 29.4 | 8.7  | 1.8 | 5.6 |
| 1979-80 | 28   | Houston    | NBA  | 7  | 203  | 22  | 46  | 0   | 1  | 12  | 15  | 5     | 16  | 42   | 7   | 4   | 11  | 19  | 56  | .478 | .000 | .800  | 29.0 | 8.0  | 2.3 | 6.0 |
| 1980-81 | 29   | Houston    | NBA  | 21 | 615  | 59  | 132 | 0   | 1  | 23  | 28  | 14    | 55  | 104  | 17  | 1   | 34  | 39  | 141 | .447 | .000 | .821  | 29.3 | 6.7  | 2.6 | 5.0 |
| 1981-82 | 30   | Houston    | NBA  | 3  | 68   | 5   | 16  | 0   | 0  | 4   | 4   | 5     | 8   | 9    | 0   | 0   | 4   | 5   | 14  | .313 |      | 1.000 | 22.7 | 4.7  | 2.7 | 3.0 |
| Total   |      |            | NBA  | 80 | 2364 | 270 | 650 | 0   | 2  | 161 | 214 | 64    | 181 | 431  | 79  | 18  | 120 | 168 | 701 | .415 | .000 | .752  | 29.6 | 8.8  | 2.3 | 5.4 |